# Historia de Occitania

Bandera histórica de Occitania, utilizada extraoficialmente en muchos territorios occitanos.

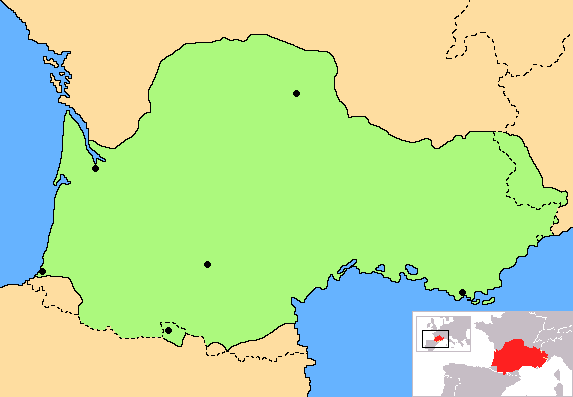
Mapa político de Occitania. Destacadas con puntos negros las ciudades de Toulouse, Burdeos, Capbreton, Marsella, Viella y Clermont-Ferrand.

La historia de Occitania, como territorio histórico, se ha extendido a lo largo del tiempo como una región y cruce estratégico entre todo tipo de culturas, principalmente gracias a su particular microclima favorable al asentamiento humano. En territorio occitano se encuentran yacimientos que datan del Paleolítico y el Neolítico. Fenicios y etruscos, culturas mercantiles mediterráneas, comerciaban en las costas occitanas. Los griegos establecieron colonias fundando ciudades como Marsella, Niza o Agde. Los pueblos celtas fueron relativamente poco numerosos en esta tierra, pero la influencia de sus tradiciones fue notable en los métodos de pesca y caza, la música, la incineración de los muertos o la elaboración del metal. 
El posterior Imperio Romano invadió los territorios occitanos en dos etapas, introduciendo entre la población su concepto de Estado, de administración, de organización social, de costumbres como el cultivo de la vid, la urbanización y el idioma, el latín, lengua madre del occitano. Tras las oleadas de invasiones bárbaras (alanos, suevos y vándalos), la región experimentó el paso y ocupación de visigodos y ostrogodos, escandinavos (normandos, vikingos), vascones y musulmanes.
Durante la Edad Media, heredera de la cultura latina y de una parte de elementos celtas, Occitania llegó a convertirse en uno de los centros más activos de la cultura románica a partir del siglo IX. Así, el occitano fue una de las primeras lenguas que sustituyó al latín en muchos actos, documentos, piezas literarias y obras científicas: las primeras gramáticas como las Leys d'Amors, anteriores a la de Nebrija, se escribieron en dicho idioma.
Tres siglos consecutivos, desde el siglo XI hasta el XIII, fueron la mayor época de esplendor de la cultura occitana. El idioma occitano escrito, gracias a su cultura refinada, se situó como un tipo de lengua modelo particularmente con el nacimiento de la literatura trovadoresca y su extensión por la mayor parte de Europa Occidental, pudiéndose citar la influencia que ejerció sobre las tierras de lengua valenciana. Ejerció también influencias políticas transmitidas, como la elaboración de los fueros de los territorios del Reino de Navarra y la Corona de Aragón, a semejanza del modelo de «independencia de hecho», y prosperidad que ello otorgaba, que existía en territorio occitano (Condado y posteriormente Vizcondado de Carcasona, Condado de Tolosa, Condado de Foix, Condado de Provenza y Ducado de Aquitania), si bien la unidad de los territorios occitanos era en realidad una unidad cultural y lingüística pero no política intrínsecamente en sí.
Durante la Cruzada albigense, el Ejército francés liderado por Simón de Montfort atacó y saqueó las principales ciudades que acunaban la cultura occitana, invadiendo el territorio del Conde de Tolosa Ramón VI. El conde reunió y convocó a sus aliados, entre los cuales figuraba el rey Pedro II de Aragón. La Batalla de Muret, acaecida en septiembre del año 1213, significó el final de la Edad de Oro de la cultura occitana con la muerte del Rey de Aragón por una parte y, sobre todo, por la derrota de las tropas occitano-aragonesas; frenando la expansión de la Corona de Aragón en la zona del Mediodía francés. El Languedoc pasaba así a ser una dependencia de la corona de Francia. Desde mediados del siglo XIII hasta principios del siglo XVII, casi todos los territorios de los señores occitanos fueron incorporados al Reino de Francia.

## Prehistoria
Occitania es un territorio rico en yacimientos arqueológicos antiguos y de gran importancia. Está muy demostrado que el país ya estaba poblado entre el 50.000 y el 20.000 a. C., como lo muestran los hallazgos de 1868 en Las Eisiás de Taiac (Salardès, Guiana), datadas del paleolítico superior, y en Lo Mostièr (Dordoña), pero el más importante es el de la cueva de Cròs Manhon, que pertenece al Homo sapiens sapiens y que ha dado nombre a la subespecie (cromañón).
De épocas posteriores son las venus impúdicas de Mota y la Aujaria Balsa, así como las pinturas rupestres de las cuevas de Las Comabrèlas, las Caes (las más importantes de Europa después de las de Altamira, e investigadas por el sabio abad de Breuil) y la Fuente de Gaume, donde también se encontraron enseres obtenidos con herramientas de percusión. También son datados en el 26.000 a. C. los yacimientos con enseres obtenidos por el trabajo de hojas y pinchas de Aurinhac (Comenges, Gascuña), que dan el nombre a la Cultura Auriñaciana, y de Gravilla (Guiana), que dan nombre a la cultura Gravetiana o Peirigordiana.
Hacia el 10.000 aC apareció la cultura mesolítica de Mas de Azil (Arieja), que corresponde a un pueblo de pescadores y cazadores que elaboraban microlitos.
Finalmente, entre el 3.000 y el 2.000 aC se formaron las primeras culturas neolíticas de cariz megalítico en el Cevenol, en Niza y en Chassey-Chalain (Las Martigas, Provenza), relacionadas con las culturas megalíticas mediterráneas de Córcega, Cerdeña (los nuragus) y las Baleares (talayots y navetas).

## Primeros pobladores
Entre los primeros pobladores conocidos del territorio de Occitania, podemos distinguir, por un lado, tres grupos de tribus, y por el otro, los colonizadores griegos. Culturalmente y racialmente se dividen así:
- A) Iberoaquitánicos, que vivían de la ganadería de ovejas, vacas y caballos. Ocupaban la zona comprendida entre el Pirineo Occidental, el margen izquierda de la Garona y el Atlántico; los de los valles pirenaicos practicaban la transhumancia hacia la península ibérica, y los del interior de la Gasconha vivían de la agricultura del trigo. Se sabe que conocían el hierro y trabajaban el oro y la plata como los tarbelli de Chalossa. Nunca formaron ninguna unidad política antes de la llegada de los romanos, pero tenían un fuerte sentido de su identidad de origen, y que ponían de manifiesto cuando se veían en peligro. Posidonio y César hacían notar que se asemejaban más a los íberos que no a los galos. Según Gehrard Rohlfs su lengua, emparentada con la de los jacetanos, era intermedia entre la de los vascones y la de los galos. Las principales tribus eran:
  - Sibuzates
  - Oscidates
  - Onesii, con centro en Onobriva (Luchon), en los Altos Pirineos.
  - Campanii
  - Tarbelli en la Chalossa, y con centro en Aquae tarbelliae (Dacs).
  - Garumni en el Valle de Aran y la cuenca del alta Garona, con centro en Salardunum (Salardú).
  - Bigerriones en la Bigorra.
  - Vernani en las planuras subpirinaicas.
  - Tarusates con centro en Tartessium (Tartas).
  - Auscii, los más numerosos y conocidos, ocupaban las Landas, Gers, Alto Pirineo y casi toda la Gascuña, con centro en Illiberis (Auish. De su nombre quizás deriva el actual Occitania y Aquitania.
  - Elusates en Armañac, dominaban el Condomés (Gers).
  - Lactoratenses en la Lomanha, su capital era Lactora (entre Gers y Tarn y Garona).
  - Sotiates, al Norte del Condomés y el lado de Nerac (Olt y Garona), con centro a Sotium.
  - Cocosates, con centro en Cocosa (entre Dacs y Burdeos).
  - Boii en las Landas.
  - Vesates en Las Landas.
  - Covenae, con centro en Lugdunum (Saint Bertran de Comenge)
- B) Ligures: Ocupaban el territorio entre las actuales Marsella (Provenza) y La Spezia (Liguria). No se sabe cuándo llegaron al país, quizás desde finales del primer milenio. Eran montañosos y marineros de habla indoeuropea de tipo mediterráneo. Su capital era situada al actual Entremont, borde Ais (Provenza). Y la tribu principal eran los salusios, que vivían en Marselha. Algunos nombres geográficos occitanos de origen ligur son Manosca, Tarascon, Venasca, Lantosca o Artinhosc.
- C) Celtas o también llamados galos, del grupo céltico de las hablas indoeuropeas, que se establecieron en Occitania aproximadamente en el siglo IV a. C.. Conocían el hierro, puesto que fueron los difusores de la cultura de La Tène en gran parte de Occidente. Tenían un sistema de clanes y culturalmente se parecían a los antiguos irlandeses, de forma que importaron a la Galia la cultura de los campos de urnas. Las principales tribus eran: 
  - Volques, que ocupaban el Languedoc y se dividían en tres grupos de pueblos: 
    - Arecómacos, contaban con 24 ciudades, la principal de las cuales era Nemasos (Nimes).
    - Tectosages, que ocupaban el territorio entre las villas de Narbo (Narbona) y Julia Carcaso (Carcasona).
    - Tolosates, en los alrededores de Toulouse.

  - Allobregues, entre el Isere y el Ródano, aliados con los arvernos, eran los amos de la mayor parte del Delfinado.
  - Cadurques, Ocupaban el actual Carcineso y el suroeste del Auvernia (departamentos de Olt y Tarn y Garona). Su capital era Divona o Cadurci (Caors).
  - Arvernes, los más poderosos y conocidos, ocupaban lo Puei Domado (donde tenían el sanctuari), el Cantal, Clermont-Ferrand y Siendo Flor. La capital era Nemossos o Gergovia, hoy Clermont-Ferrand de Auvernia.
  - Lemovices, ocupaban la Cruesa y la Auta Vinhana, y su capìtal era Augustoritorum (Limoges).
  - Belendos, en el bajo valle del Arieja.
  - Voconces, vivían a la Galia Narbonensis, entre la Isère, Ródano, Durença y los Alpes. Las principales ciudades eran Vasio (Vaison), Lucus Augustii y Dea Augusta (Diá).
  - Rutenios, ocupaban las altas cuencas del Olt y el Tarn. Su capital era Segodunum (Rodès).
- D) Griegos, llegados de la Fócida en 600 aC, fundaron la metrópolis de Masilia (Marsella), que pronto se convirtió en un gran centro comercial y contuvo el adelanto de los cartagineses y de los etruscos. Crearían factorías en la Provenza que se convertirían en ciudades como Arelate (Arlés), Antipolis (Antibes), Nicea (Niza) y Agathe (Agde). Más tarde expandirían el helenismo por las Bocas del Roine, y crearían nuevas factorías en el interior como Mastrabala (Saint Blais) y Glanon (Saint Bertomiu), formando una talasocracia que dominaría desde la Liguria hasta las costas de Hispania.

## Occitania romana
La Occitania romana o provintia Narbonensis es el territorio del golfo de León dominado por los romanos desde el 210 aC hasta el 475. Los romanos se enfrentaron a los ligures, establecidos en la actual Occitania, ya en 237 aC, cuando querían impedir la piratería en las costas toscanas, pero no conseguirían someterlos hasta el 14 a. C. El territorio occitano se encontró en medio de las aspiraciones imperiales tanto de los romanos como de los cartagineses. En 218 aC el cartaginés Aníbal atravesó el territorio occitano para llegar a Italia, pero topó con la fuerte hostilidad de muchas tribus. En 154 aC los masaliotes pidieron a los romanos ayuda contra los ligures de Entremont. A cambio, apoyaron a los romanos en todas las guerras púnicas. Este hecho significó el inicio de la colonización romana del territorio occitano. 
Así, en 120 aC se organizó la Provintia Narbonensis y se fundó la actual Narbo (Narbona), aunque los romanos respetaron la libertad de los masaliotes. En 118 aC vencieron a los ligures sales, alobreges y arvernios, dirigidos por Bituitus, en los márgenes del Isere, y aprovecharon la caída de Entremont para fundar sobre sus escombros la ciudad de Aquae Sextae (hoy Ais de Provenza). En 113 aC sufrieron la invasión de los cimbros y teutones, que asolarían todo el territorio occitano. En 105 aC los cimbrios vencieron a los romanos en Orange, pero en 103 aC el cónsul romano Cayo Mario los venció en Aquae Sextae y los obligó a marcharse de la Galia.
Entre el 80 y el 72 aC estallaron las guerras civiles en Hispania de Sertorio, que también implicarían en el territorio occitano, puesto que después de la derrota del sertoriano Hirtuleo a manos de Lucio Manilio, el territorio aconteció refugio de los sertorianos huidos.
En 56 aC el triunviro Julio César envió Publio Craso a la Aquitania contra los sotiates, razón por la cual se sublevaren tanto los aquitanos como los cántabros. Poco después, en 54 aC, también se sublevaría contra los romanos el caudillo de los arvernos, Vercingétorix, con apoyo del caudillo Lecterio de los carducos y de los lemovices. Destruyeron Avaricum y vencieron César en Gergovia, pero cometieron el error de cerrarse en la villa fortificada de Alesia, donde fueron asediados y vencidos por Julio César en 52 a. C. Su territorio fue incorporado a Roma y dividido entre la Galia Narbonense, Aquitania y la Galia Céltica.

División romana de Occitania

Todavía en 50 aC se sublevarían los cadurcos y Comos, ninguno de los atrebatos. Los romanos, como represalia, destruyeron Uxellodunum (Caors) y Narbo, metrópolis imperial. Pero en 49 aC estalló la guerra civil entre Pompeyo y César. Los masaliotes cometieron el error de ponerse de parte del perdedor, Pompeyo, y como represalia César destruyó Masalia y la incorporó directamente al Imperio, de forma que inició su decadencia.
Entre el 42 y el 31 aC Octavio Augusto dominaba la región porque le correspondía en el triunvirato. Mantuvo el estatuto de ciudad libre y federada para Masília, y cuando unificó todo el imperio romano, en 27 aC, hizo de la Galia Togata Provintia Romana (de aquí Provenza). Octavio Augusto dividió Occitania en dos partes:
- Aquitania, que ocupaba las actuales Gascuña, Perigord, Carcin, Coserans, Limoges, gran parte de Guyena, el Poitou y Auvernia. Limitaba con el Aunis y la Saintonge. Estaba dividida en tres partes:
  - Aquitania prima con capital en Avaricum (Bourges), fuera del actual territorio occitano.
  - Aquitania secunda con capital en Burdigala (Burdeos).
  - Aquitania tertia o Novempopulania, en la actual Gascuña.
- Galia Narbonensis con capital en Narbo Martius (Narbona), también fue llamada Provintia con las villas de Arausio (Orange) y Vienna (Viena del Delfinado). Más tarde fue dividida en cuatro sectores con centros en Toulouse, Masilia y Aquae Sextae.

Hacia el 22 aC la Galia Narbonense fue proclamada Provincia Senatorial, y hacia el 16 aC Aquitania fue proclamada Provincia Imperial. Se hicieron importantes obras de infraestructura, como la Via Dolomitia, acabada el 120, vital para pasar hacia Hispania.
Desde el 212, gracias al Edicto de Caracalla, todos los habitantes del imperio romano acontecieron ciudadanos romanos. A la vez, desde el 260 el territorio occitano se vio envuelto en todas las luchas internas por el dominio del Imperio Romano. De este modo, en 259 Póstumo I se proclamó emperador. Venció tanto los bárbaros como al rebelde Ulpio Cornelio Leliano, y conquistó Mogontiacum (hoy día Maguncia). Pero fue asesinado en 269 por uno de sus soldados. Intentó sucederle Cayo Tétrico (269-273), ninguno de las tropas en la Galia, pero no conseguiría dominar la Narbonensis ni el sur de Aquitania. En 268 Victorio también se proclamó Emperador.
Hacia el 293 el emperador Diocleciano decidió descentralizar el imperio y dividir la antigua Galia en dos; de este modo creó la Diócesis Viennensis, que unía las tres Aquitanias y las cuatro Narbonensis (Narbo, Arelate, Viennensis y Aquae Sextiae), razón por la cual también fue llamada Septem Provinciae (de aquí Septimania). La capital era Viena y era gobernada por un vicarius.
Aun así, el mismo año Constancio I (293-306) la incorporó a sus dominios de Galia y Britania, con sede en Eboracum (actual York). Pero su hijo y sucesor, Constantino I (306-337) la incorporó al Imperio e impulsó la difusión del cristianismo. Sus sucesores, Flavio Claudio Constantino (337-340), Constancio I (340-350), Magnencio (350-353), Constancio II (353-361) y Juliano el Apóstata (361-363) contaron con la Diócesis Vienneinsis entre sus dominios, como lo harían sus sucesores Valentiniano I (363-367), Flavio Graciano (367-383) y Valentiniano II (388-392). Su sucesor, Teodosio I, dividió en 395 el Imperio entre sus hijos Arcadio y Honorio II. La Diócesis Viennensis pasaría a formar parte del Imperio Occidental, dejado a Honorio, y Arelate (Arlés) se convertiría en capital imperial en vez de Roma.

## Formación del occitano
El occitano es la lengua más central de las lenguas románicas; a consecuencia de esto, mientras las influencias exteriores han ido incidiendo sobre la periferia lingüística románica, esta zona central ha ido recibiendo menos influencias, y así ha nacido el occitano. Otra hipótesis sobre el nacimiento del occitano puede ser que fue una lengua vehicular entre toda la gente de las áreas vecinas. En cualquier caso el occitano debe de haber sido influenciado por circunstancias únicas (en cuanto a Europa) cómo son:
- La estructura orográfica: el occitano es bloqueado en todas sus fronteras por barreras naturales: el mar Mediterráneo, el océano Atlántico, los Pirineos, el Macizo Central y los Alpes.
- Abundancia de zonas poco propensas a la agricultura, lo cual influyó decididamente en el no-establecimiento de colonias extranjeras en la antigüedad.
- La inmovilidad de los pueblos prehistóricos de la zona, lo cual generó un sustrato bastante homogéneo.
- Una menor celtización que las regiones vecinas.
- Una antigua y larga romanización.
- Una débil germanización.

## Época de oro de Occitania

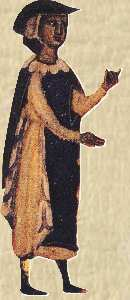
Bernart de Ventadorn, trovador medieval occitano según un manuscrito del sobre la música trovadoresca.

Los siglos XI, XII y XIII fueron la época de mayor esplendor de la cultura y la política occitanas. El modelo del occitano escrito, gracias a su cultura refinada y brillante, se situó como un tipo de lengua vehicular en toda Europa, culturalmente con los trovadores y también políticamente a través la elaboración de los fueros de los territorios aragoneses y navarros, sin olvidar obviamente la influencia que ejerció sobre el catalán escrito en las tierras de lengua catalana hasta Ausiàs March. Es importante destacar que también existieron las trobairitz, mujeres trovadoras de origen noble cuyos versos trataban sobre la libertad de la mujer, especialmente en cuanto a la expresión del amor. La principal novedad que aportan es que por primera vez la mujer reclamaría el afecto del amado, se declaraba al hombre, algo que era muy transgresor para la época.Entre ellas se encontraba La Condesa de Dia,  Azalaís de Porcairagues, María de Francia y Bierisi de Romans. Fue un pequeño grupo de poetisas deslumbrantes, cuya existencia duró tan solo un siglo.
Serían aquellos siglos la época de oro de la literatura occitana, con el nacimiento de la literatura trobadoresca y su extensión por la mayor parte de Europa Occidental. Políticamente por la independencia de hecho y la prosperidad de muchos de los territorios occitanos (véase Condado de Tolosa, Condado de Foix, Condado de Carcasona, Ducado de Aquitania y Condado de Provenza). Ahora bien, esta época dorada se iría debilitando rápidamente puesto que la unidad de los territorios occitanos era de hecho una unidad cultural y lingüística pero no política. 
Con la excusa de la lucha contra la herejía de los cátaros, el rey de Francia Felipe II, aliado del papa Inocencio III, comenzó la cruzada albigense, contra los señores occitanos. El ejército francés, liderado por Simón de Monfort, atacó y saqueó las principales ciudades de Occitania, invadiendo así las tierras del conde de Tolosa Ramon VI de Tolosa. El conde reunió a sus aliados, entre los cuales Pedro el Católico, para luchar contra las tropas francesas. La Batalla de Muret (13 de septiembre de 1213) significó el final de la edad de oro de la cultura occitana con la muerte del rey aragonés por un lado y sobre todo la derrota de las tropas occitano-aragonesas, con el final de la expansión catalana y aragonesa. El Languedoc pasaba así a convertirse en una dependencia de la Corona francesa. Entre mediados del siglo XIII y principios del siglo XVII casi todos los territorios occitanos fueron incorporados a la Corona francesa.

## El arraigo del catarismo en Occitania
La solidaridad entre los poderes laicos y la Iglesia no se dio en Occitania. La aplicación radical de la reforma eclesiástica llevada a cabo, a finales del siglo XI, por el papa Gregorio VII, tendiendo a separar la Iglesia del dominio laico, hizo que en Occitania, al contrario de Francia, el nombramiento de cargos eclesiásticos se realizara sin ningún tipo de intervención de los laicos; así, no habiendo contactos entre los poderes nobiliarios y los clericales, fueron frecuentes los conflictos entre las autoridades eclesiásticas y los grandes señores: el conde Ramon VI de Tolosa (1194-1222) estuvo en pugna permanente con los obispos de Carpentras, Vaisson y Agen, como también con los abades de Moissac, Montalban y San Gil; Ramon Roger Trencavell se enfrentó repetidamente con el abad de La Grasa, en las Corberes, igual como el conde de Foix entró en conflicto con el abad de Pamias; por otro lado, los pequeños clanes aristocráticos, los castellanos de la región de la Montaña Negra, o del macizo de las Corberes, al límite con Cataluña, disputaron en la Iglesia el control de los diezmos de las parroquias de sus dominios.
La Iglesia católica no dispuso en Occitania de una organización eficaz; así, la diócesis de Tolosa era un territorio inmenso, donde habría hecho falta la actuación de equipos activos de clérigos, que el obispo no pudo estructurar a consecuencia de la carencia de medios, provocada porque nobles laicos habían acaparado los diezmos de las parroquias. Por otro lado, el atractivo, en Occitania, de la Iglesia cátara entre las mujeres fue, en gran parte, por la ausencia de monasterios, o conventos, femeninos en las diócesis de San Bertran, San Lazier, Agen, Carcasona o Tolosa; así, cuando, en una familia numerosa, se decidía encomendar una hija a una institución religiosa para alimentarla y educarla, había que recorrer, casi siempre, a los cátaros, entre los cuales, las mujeres podían acceder también a la categoría de clérigos.
La disgregación del poder tolosano se inició a raíz de la partida hacia Tierra Santa del conde Ramon IV en 1096; en 1177, el conde Ramon V, del todo fiel al catolicismo, escribió al capítulo del Císter, pidiendo ayuda para combatir la herejía en sus dominios, cosa que él se veía incapaz de hacer. Esta impotencia del conde resulta comprensible: a finales del siglo XII y principios del XIII, en el condado de Tolosa, existían vizcondados independientes -Nimes, Agde, Montpellier o Narbona-, como también escapaban al poder del conde domines de obispos y abades; además, algunas ciudades habían conseguido constituirse en régimen comunal, esto es, en autogobierno municipal al margen de cualquiera otro tipo de autoridad, como fue el caso de Tolosa, Montalban, San Antonín, Gaillac, Muret, Carcasona, Montpellier, Narbona y Nimes, los gobiernos municipales de las cuales, para marcar su independencia respecto de los señores y de la Iglesia, protegían todos sus habitantes, aunque pudieran ser herejes.

Por todo esto, el catarismo arraigó en Occitania, sobre todo en las regiones de Tolosa, Carcasona y Albí; en la ruralía, más que en las ciudades: el obispo cátaro de Tolosa, en realidad, residía en La Vaur, y el de Albí en Lombers; también hubo obispado cátaro en Carcasona. En Besiers, la presencia cátara fue minoritaria, y en Narbona y Montpellier, los mismos escritores católicos reconocen que no había herejes. Así, desde sus principales bastiones –las áreas de Lombers y La Vaur, en la región de Albí, y el Lauragès, cerca de Carcasona- el catarismo se expandió hacia el Garona mediano y el Pirineo, hasta llegar a Cataluña, donde Jordi Ventura encuentra núcleos cátaros en el Rosellón, en el área noroccidental desde Urgel, donde el vizconde Arnau de Castellbò fue dualista, hasta Berga y, dentro de la Cataluña Nueva, en Lérida y en El Priorato; aun así, al concilio cátaro de Pieusa, celebrado en 1226, se nombró Pere de Corona diaca para Cataluña, bajo la autoridad del obispo de Tolosa; por lo tanto, a pesar de su importancia, no hubo ningún núcleo cátaro catalán con suficiente fuerza como para constituirse en obispado.
En Occitania, el arraigo del catarismo durante los siglos XII y XIII no significó la conversión masiva de la gente a la fe dualista, sino la perpetuación de una situación de coexistencia de las dos iglesias cristianas rivales –la católica y la cátara-. En aquella época, hubo unas cuantas personas identificadas claramente con una de las dos opciones religiosas, mientras que la mayoría de la gente mostraba, sin decantarse nunca en exclusiva por una de las dos Iglesias, una actitud ecléctica, buscando sólo alguien que los ofreciera un ejemplo de vida cristiana, de acuerdo con sus exigencias espirituales, insatisfechas a menudo por la Iglesia católica, alejada de los ideales evangélicos debido a su riqueza y poder, y representada, a menudo, por unos sacerdotes incapaces de rebatir los argumentos de los predicadores cátaros; los cuales, además de estar dotados de una buena formación teológica, por su pobreza material, daban ejemplo de vida evangélica. Así, en Occitania, según explica Labal, la Iglesia cátara pudo funcionar con total libertad, y sus adeptos podían integrarse, sin ningún problema, a la sociedad, tal como se desprende de las actas del concilio católico de Tours (1163), donde se condena a quienes acojan herejes en sus tierras o a quienes tengan relaciones comerciales con ellos.

## Cruzada contra los albigenses
La cruzada contra los albigenses fue una campaña militar de grandes dimensiones iniciada por la Iglesia católica para perseguir y eliminar el catarismo en Occitania durante la primera mitad del siglo XIII, durante unos 35 años a lo largo de los cuales el avance cruzado tuvo varios ritmos. Las causas fueron complejas pero el detonante final fue el asesinato del legado papal Pedro de Castelnau en San Gelasio, motivo que tomó el papa Inocencio III para declarar el inicio por primera vez de una cruzada en contra de otros cristianos, en tierras católicas. Una de las principales consecuencias políticas fue el ensanchamiento del dominio de los Capetos sobre el que actualmente es Francia, eliminando el dominio de los nobles occitanos, y frenando la expansión política de los catalanes en el Languedoc.

## Occitania delsigloXIValXVII: Incorporación a Francia
La historia de Occitania de los siglos XIV al XVII se caracteriza por la resistencia a la lenta pero inexorable incorporación a Francia y a la pérdida de sus estados.

### El Languedoc
Después de la derrota de los cátaros, el país resultó diezmado y arruinado. En 1295 los burgueses de Carcasona iniciaron una protesta comandados por el francés Bernard Delicieux, pero este fue encarcelado y como respuesta en 1296 nombraron un lieutenant du roi. Antes del conflicto, el Languedoc tenía aproximadamente un millón de habitantes, y la ciudad de Tolosa unos 20.000. 
El nombre de Languedoc aparece a finales del siglo XIII en las actas de las administraciones reales francesas para designar las regiones Partes Occitaniae Linguae obtenidas por el Tratado de Meaux de 1229 y el condado de Tolosa incorporado a Francia en 1271 a la muerte de Alfonso de Poitiers, yerno de Ramon VII de Tolosa. El Languedoc se repartía en tres senescalados: Carcasona, Tolosa y Beucàire, e incluía el territorio comprendido entre el Ródano y el Garona Tolosana, con el Velay, hasta Cataluña. Más tarde, se crearon nuevos senescalados: Roergue, Auvernia, Carcin y Albigense. 

El reino de Francia en el siglo XV

Entre 1302 y 1305 una hambruna sacudió el país, y en 1306 fueron expulsados los judíos, lo cual agravó la crisis económica. En 1321 también fue quemado en la hoguera en Villa-roja de Tèrmens (Narbona) el último predicador cátaro, Guilhem Belibasta, lo cual significó la desaparición definitiva de la secta en Occitania.
En 1348 el país sufrió una fuerte epidemia de peste negra procedente de Provenza. Hasta entonces, en el campo había superpoblación, tierras en estado de penuria y reducción de las villas, así como escasez de mano de obra que comportaba una economía de subsistencia. Después de la plaga, se desertizó el interior del país y se redujo la agricultura, a la vez que aparecía el bandidaje endémico (grupos como los pastorèls). Debido a la epidemia de la Peste Negra, en 1343 Albi tenía 2.669 fuegos y bajaría a 1.200 en 1357; Tolosa tenía 30.000 habitantes en 1335 y bajaría a 26 000 en 1385, a 20{ 400 en 1398 y a 19.000 en 1405.
Por otro lado, durante los años 1357 y 1358 el territorio fue arrasado por la grand compagnie del arcipreste Arnaud de Cervole con la excusa de atacar a los ingleses en la Guyana, mientras que Rodrigue de Villandrando ocupó Auvernia. Este hecho provocaría en 1360 la revuelta de los tuchins en Auvernia y Languedoc, labradores y artesanos hartos de los impuestos y de los bandoleros ingleses y franceses que atacaron las villas y castillos de los nobles. En 1380 fue enviado para reprimirlo el ejército del duque de Berry como lugarteniente real del Languedoc.

### Incorporación de la Provenza
En 1481 Carlos III de Francia vendió sus derechos sobre la Provenza al rey de Francia, pero hasta el 1487 los Estados Generales no votaron la incorporación a Francia, y cuando lo hicieron, lo hicieron según el modelo confederativo que garantizaba el mantenimiento de la autonomía. De este modo, en 1501 se creó en Ais un Parlamento que obtenía poderes jurídicos, políticos y fiscales en Provenza, pero, eso sí, con funcionarios franceses.
Del 1524 al 1544 fue atacada por el emperador Carlos V, quien en 1524 entró en Ais y asedió infructuosamente Marsella. Después de este hecho, Francisco I de Francia castigó a los provenzales que se habían sometido. En 1527 Carlos V atacó de nuevo por mar, y en 1536 incluso desembarcó en Ais para proclamarse Rey de Arle, pero volvió a fracasar ante Marsella.
Por el Edicto de Jovainville de 1555, se suprimieron los juzgados de primera instancia de condado, y el país fue dividido en senescalías, al estilo francés, a la vez que se limitaba el ejercicio del poder parlamentario. Finalmente, en 1547, el rey de Francia sancionó definitivamente la unión franco-provenzal. En 1552 fue nombrado un tesorero real en Ais, de los Estados Provenzales, y en 1555 la Cámara de Ais se convirtió en Tribunal de Cuentas. Pero estas medidas chocaron con las ansias particularistas del consulado de Marsella. Por lo pronto la nobleza provenzal, dirigida por Cristina Daguerre, condesa de Saut, en 1589 llamó a Carlos Manuel I de Saboya, quien fue nombrado conde de Provenza en nombre de la Liga Católica con el apoyo del Parlamento de Ais para oponerse a Enrique IV de Francia, protestante. Aun así, en 1590 Enrique IV se convirtió al catolicismo, y el movimiento se desvaneció. A pesar de eso en 1591 se produjo la secesión del Consulado de Marsella, que se proclamó república, apoyada por España y dirigida por el proclamado dictador Carlos Calsaulx, ninguno de la Liga Católica, quien ordenó instalar una imprenta oficial e hizo venir a Mascarón de Aviñón. De este modo se editarían algunos clásicos provenzales. El Consulado marsellés resistió hasta el asesinato de Calssaux en 1596. Cuando se rindieron, Enrique IV suprimió el consulado y la ciudad de Marsella fue ocupada por el gobernador francés Guillaume du Vair.
Niza, en poder de los Saboya, en 1543 fue asediada por franceses y turcos porque era aliada del Imperio, y resistió el intento de ocupación a merced del levantamiento ciudadano dirigido por Caterina Segurana. Como lengua, en 1562 se impondría el italiano, a pesar de la edición de un diccionario occitano por Joan Badat (1516-1567). Y finalmente, en 1588 Joan de Breuil infeudaría Niza en Saboya de forma que conservaría las libertades, franquicias y lengua propia, aunque influida por el italiano, hasta comienzos del siglo XIX.

## Persecución lingüística durante la Revolución Francesa
Para acabar de dar el golpe de gracia a Occitania, sólo faltaba atacar la lengua. Ya el 17 de junio de 1789 la Asamblea Nacional declaró la "unidad nacional de Francia", a propuesta del gascón bigordiano Bertrand Barère de Vieuzac, quien además propuso que la lengua oficial sólo fuera el francés.
Hasta entonces, el francés era la lengua de la administración, y las otras hablas eran discriminadas, pero no objeto de persecución sistemática. Incluso a algunos reyes les gustaba traer intérpretes a las provincias. La primera propuesta partiría de gente del país, como Charles-Maurice de Talleyrand-Périgord, obispo de Autun, quien en un Rapport sur instruction public afirmaba que había que implantar en los ciudadanos unos nuevos sentimientos, unas nuevas costumbres, unos nuevos hábitos. El decreto del 14 de enero de 1790 promovía la traducción y la difusión de mensajes a las hablas regionales, donde destacaría el lenguadociano Dugàs, redactor de Lo Point du Jour. Pero se le opuso el gascón Barère de Vieuzac, quién hizo público un informe del 27 de enero de 1794 donde afirmaba que el feudalismo y la superstición hablan bajobretón, la emigración y el odio a la república hablan alemán, la contrarrevolución habla italiano, y el fanatismo habla vasco. 
Para acabarlo de rematar, el 8 de agosto de 1793 el abad lorenés Henri Grégoire, obispo de Blois desde 1791 y que odiaba los patueses, sobre todo los provenzales, presentaría a la Convención el Rápport sur la necesité te las moyens de anéantir las patois te universaliser le us de la langue française, donde trata las hablas locales con un desprecio sin precedentes hasta entonces, y propone la virtual eliminación por "contrarrevolucionarias y reaccionarias". Así, el 12 de mayo de 1794 el Consejo Municipal de Marsella prohíbe la representación de piezas de teatro en provenzal porque la unidad de los franceses tiene que existir incluso en el lenguaje, y a la vez hace suprimir las Academias Occitanas.
Una vez acabado el Terror, la política de persecución lingüística contra los patueses, continuó. El 27 de enero de 1794 el francés se convierte por decreto en el idioma obligatorio en todos los actos públicos, mientras que el 4 de junio el uso del patois es prohibido en los actos públicos. Además, en el informe del 9 de julio de 1794 el Delegado del Departamento de Var califica el occitano de jerga estrafalaria de esta comarca. Además, el 4 de junio de 1794 se hicieron públicas las propuestas del informe de Grégoire, de forma que se propone el uso exclusivo del francés en las discusiones municipales, así como la modificación de los letreros y nombres de las calles.
Después, una vez terminado el Terror, la presión aflojaría. El 25 de octubre de 1795 el foixense Josèp Lakanal cambió hábilmente el sentido de la Loi de enseignament DEL francés porque no tuviera que ser expresamente EN francés. Además, la república de entonces no disponía ni del dinero ni de los efectivos humanos para llevarlo a cabo en este siglo.

## Situación jurídica de los Occitanos en Francia al inicio delsigloXIX
Del 1800 al 1804 fue elaborado el Código Napoleónico, en el cual participarían el montpellerino Jean-Jacques de Cambacères (1753-1824), entonces ministro de Justicia, y el provenzal Jean-Étienne Portalis (1746-1807), entonces ministro de cultos. Su aplicación supondría la desaparición definitiva del derecho occitano, de origen románico y visigótico y de cariz escrito, mientras que el derecho francés era de cariz germánico y consuetudinario. El derecho occitano se basaba en la máxima "ninguna señoría sin título" y tenía un derecho marítimo propio influido por el catalán (Roles o Juicios de Auloron).
De entonces acá, las élites occitanas, alienadas lingüísticamente y políticamente, comprometieron su futuro con el del Estado, y controlarán el aparato, pero no sabrán o no podrán orientarlo en provecho propio. La industrialización y modernización de Francia será, en parte, obra de ministros occitanos, pero solo servirá para acentuar la dependencia del Midi y el desequilibrio económico en favor norteño.
De este modo, el siglo XIX occitano se caracterizará por la incapacidad de estructurarse socialmente e ideológicamente, y por el rechazo de proponer una reivindicación occitana clara y precisa. También irá perdiendo peso específico dentro de Francia, puesto que si bien en 1801 la población occitana suponía el 28 % del Estado francés, hacia el 1975 habrá bajado al 22,5 %.
En 1825 el provenzal Honoré-Charles de Reille (1775-1860), antiguo mariscal bonapartista, fundaría la Compagnie de les Mines, Fonderies et Forjes de Alès y empezó a extraer carbón en Sala. En 1826 el girondino Elie de Decazes-Glucksberg (1780-1860), antiguo ministro de Luis XVIII, fundó la Sociéte des Houlleries de Aveyron y crearía el complejo de Decazeville en Sala (Aveyron), de forma que en 1840 produciría 12.000 toneladas anuales de carbón.

## El regionalismo occitano
La segunda mitad del siglo XIX será la gran oportunidad perdida para la formación de un nacionalismo (o regionalismo occitano). El occitanismo oficial adoptó un tono político conservador, literario, elitista y sectario, dominado hasta el 1891 por la corriente reaccionaria legitimista de Josèp Romanilha, realista nostálgico de la sociedad preindustrial, pero de inspiración girondina y positivista. También era ambiguo en el alcance geográfico, centrado en la Provenza y en la prioridad del dialecto rodanense. Y las apelaciones a la descentralización territorial tenían referencia incierta y oscilando entre todo el Midi y el antiguo condado de Provenza, del cual crearían el corazón de la Grande Provenza que englobaría todo el Midi. Aun así, nunca osaron plantear reivindicaciones separatistas, al contrario de los nacionalistas bretones y corsos, y la amistad occitano-catalana no se concretó nunca en una petición política concreta.

## Occitania de 1900 a 1940
Tres hechos marcaron la evolución occitana en esta primera mitad de siglo: la guerra de 1914, la escuela pública francesizadora, y la carencia de una estructura económica propia.
Por un lado, en 1897 un lenguadociano de Muret, Clément Ader (1841-1925) fabricó el primer avión en Toulouse. Ya en 1866 había creado un prototipo, el Éole, con motor a vapor, que se levantaría por primera vez en 1890. El 14 de octubre de 1897 fue probado en el campo de Satory (Versalles) y rodó 60 metros, recorrió 150 más en vuelos cortos y 300 más en pleno aire. Mantuvo una cierta disputa sobre la paternidad del invento con los hermanos Wright, que lo grabaron antes. Aun así, fue el precursor de la aviación en Europa, y facilitó que entre 1914 y 1918 el joven empresario tolosano Laticoère construyera aviones militares, a la vez que con Didier Saurat fundaría en Tolosa años más tarde el Aeropostale, primera empresa de transporte aéreo con Sudamérica vía Barcelona, Alicante, Casablanca y Dakar.
Por otro lado, la Guerra de 1914-1918 no sólo enroló a filas la flor y nata de la juventud occitana (como la de la juventud bretona y corsa, llevados a primera fila como carne de cañón, y que provocaría en 1917 un fuerte movimiento de deserciones masivas) sino que también chupó los recursos naturales del país, sobre todo el carbón del Macizo Central. En 1916 se fundaría Charbonneries de Barjac, en Gard, borde Alès, para potenciar la explotación de carbón. Pero después de 1920 se iniciaría la bajada. La porcelana de Limoges, que empleaba 8.000 trabajadores en 1920, sólo empleará la mitad en 1938. Además, los dos principales bancos locales occitanos, el Banque Castelnau de Montpellier y la Banque Gaidan de Nimes, se llevarán el capital a París, iniciando así la descapitalización regional, que a la larga provocará la carencia de inversiones propias. Aun así, en 1924 se fundaría en Tolosa el Office Nationale Industriel del Azote, sector químico estatal, que desde entonces será el único que, a veces, invertirá en Occitania.
Por otro lado, en 1936 se establecieron 36.000 italianos en Gers y Olt y Garona, gente que no aprenderá occitano y acelerará a la larga el proceso de sustitución lingüística.
A la vez, los políticos occitanos ya estaban plenamente integrados en la política francesa, y de sus orígenes occitanos hicieron un simple aspecto folclórico. Este fue el caso de Theòphile Delcassè (1882-1936) de Pamias, ministro de asuntos exteriores en 1914-1915, de marina en 1911-1913, y de colonias en 1893-1895; del lemosín Marie François Sadi Carnot (1837-1894), presidente de la república de 1887 a 1894; del provenzal Gaston Doumergue (1863-1937) del Parti Radicale y presidente de la república de 1924 a 1936; del también provenzal Edouard Daladier (1884-1970), radical-socialista cabeza de gobierno en 1934 y 1938-1940 y ministro de guerra en 1932 y en 1936-1937 y de obras públicas en 1930-1931, que fue el signatario francés del Pacto de Múnich de 1938, y que en 1943 fue deportado a Alemania por los empleadores nazis; y el marinero gascón Jean-François Darlan (1881-1942) almirante en 1929 y jefe de la flota francesa en 1939, quien en 1941-42 fue vicepresidente del Gobierno de Vichy hasta que marchó a Argel y se puso de parte de los aliados hasta que fue asesinado.
En cuanto a la cultura occitana en francés, en aquellos años tuvo como máximos exponentes al provenzal Jean Giono (1895-1970), autor de la Trilogie de Pan (1926-1930) donde canta al subdesarrollo occitano sin dar los nombres de los responsables, en un francés pleno de provenzalismos, y alaba las virtudes del mundo rural contra el maquinismo y el mundo urbano. También es destacable el director de cine provenzal Marcèu Panhol (1895-1974), con evocaciones costumbristas de Marselha de la trilogía de filmes Fanny (1932), Marius (1931) y César (1937), pero que no pudo en el intento de crear un cine nacional, aunque fuera en francés, puesto que otros directores, como el lenguadociano Louis Feuillade (1874-1925) autor de filmes como Las vampires (1915), La vie telle qu’elle este (1911-1913) y Fantômas (1913-1914), o el gascón Louis Delluc (1890-1924), autor de los filmes Fièvre (1921), El inoundation (1924) o Le femme de nulle parte (1922), hicieron su producción en París. Otros autores en francés de gran renombre serían los poetas provenzales René Char (1907-1988), con los libros Seull de me 'eurent (1945), Las matinaux (1950) y Lettera amorosa (1953), y Paul Valéry (1871-1945), considerado como gran gloria de las letras francesas, autor de los poemas Le cimetière marin (1920), La jeune panrque (1917) y Variété (1924-1944), diálogo de cariz socrático. Después de la guerra destacaría el nimense Jean Marie Le Clézio (1940), defensor, pero, de las lenguas minoritarias, y autor de Le proceso verbal (1963), Le fièvre (1965), Le déluge (1966) y le livre des fruites (1969).
Por otro lado, la geografía humana regional fundada por Paul Vidal de la Blache tuvo continuadores occitanos, como el tolosano Jean Brunhes (1869-1930), autor de la Geographie humaine de la France (1926-1930), y el lemosín Pierre Deffontaines (1894-1978), miembro del Instituto de Estudios Catalanes.

## Occitania bajo el régimen de Vichy

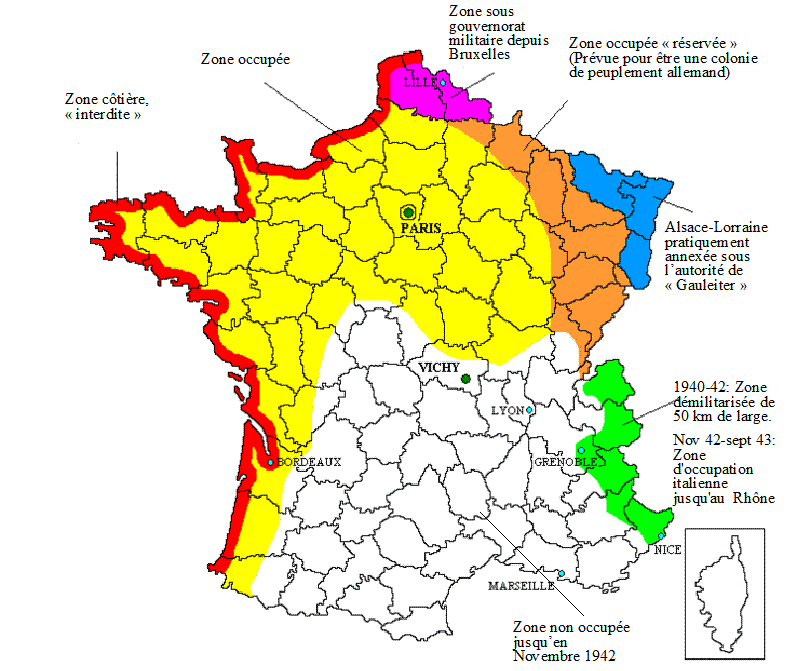
Mapa de la división francesa durante la ocupación.

El 17 de junio de 1940 el ejército francés se rindió a los alemanes, quienes ocuparían Francia. Aun así, Occitania no fue ocupada directamente por el Tercer Reich, y Burdeos fue durante un tiempo la sede del gobierno francés huido de París. Después del Armisticio de Compiègne, que estableció las zonas de ocupación, toda Occitania menos la costa gascona fue parte del territorio puesto bajo el gobierno títere del mariscal Philippe Pétain, denominado Gobierno de Vichy porque estableció la sede en esta villa fronteriza entre Francia y Occitania (Vichèi). Recibió el apoyo y colaboración tanto del provenzal Charles Maurras como de su partido, Action Française, y el de Auvernia Pierre Laval (1883-1945) fue nombrado vice primer ministro. Los occitanistas procatalanes fueron acusados de "rojos" (comunistas), y algunos fueron encarcelados. La mayor parte del occitanismo oficial colaboró de buen grado, quizás refiado de las palabras del mariscal a favor del "regreso a la región", y desde el 1940 también se adhirieron los occitanistas de Tolosa, y aprovecharon el acuerdo para reclamar la descentralización y la enseñanza en occitano. También crearon las Jefaturas Regionales, conjunto de departamentos con amplias competencias en cuestión de abastecimientos, policía y propaganda, pero controlados, eso sí, por "adictos" al nuevo régimen. A la vez, en 1940 nombrarían al burdelense Pèire-Loïs Berthaud (1899-1956) jefe de prensa del Ministerio de Información, donde creó un centro permanente de defensa de la lengua de oc, así como una oficina de prensa occitana, que aun así no llegaría a funcionar. Desde aquí ayudaría a los catalanistas exiliados como Pompeu Fabra, y colaboraría con los occitanistas resistentes Carles Camprós e Ismael Girard hasta que fue enviado al campo de Dachau en 1944.

## Formación del nacionalismo occitano

Bandera nacionalista occitana

El final de la guerra estará marcado en Occitania por un nacionalismo francés triunfante. Los occitanistas colaboracionistas fueron perseguidos, y los resistentes, a menudo atacados tanto por los gaullistas como por los comunistas. En Limoges, incluso, hay resistencia occitanista a las autoridades gaullistas, y el mismo De Gaulle viajó a Tolosa para desarmar a los maquis, que no querían entregar las armas y pretendían ayudar a los resistentes republicanos vascos y catalanes. En este contexto, el 24 de abril de 1945 la SEO dejaría definitivamente al nuevo Instituto de Estudios Occitanos (IEO), con sede en Tolosa, y que editaba las revistas "Occitania" y Annales del IEO; que quiere promover la cultura occitana y reivindica la enseñanza del occitano en la escuela, a la vez que proponen una grafía unificada. De este modo, en 1952 Joan Bozet, con la ayuda de Pic y Alibert, permitieron que el gascón se adaptara definitivamente a la grafía occitana, a pesar de la oposición de la Escola Gaston Febo (ya en 1951 R. Lafont había hecho lo mismo con el provenzal). Esta nueva generación occitanista promovió en 1946 la creación de la revista "L'Ase Negre", de cariz cultural y donde participaron Lafont, Cubainas, Pèire Lagarda, Leon Còrdas, Max Roqueta y Fèlis Castanh, todos ellos representantes de diferentes ideologías políticas. Los esfuerzos y presiones del IEO, así como de Pèire Lois Berthaud, quien ocupaba entonces el cargo de embajador francés en la UNESCO, conducirían en 1951 a la aprobación por la Asamblea Nacional de la Ley Deixonne de once de enero, que permitía la enseñanza de las lenguas regionales en secundaria y en las universidades. Pronto fue puesta en práctica en Montpelhièr, pero no fue mejorada hasta el 1966, y de hecho no entraría en vigor en la totalidad del territorio occitano hasta la aprobación de la Ley Haby de 1975.

## La lengua y la cultura occitanas actualmente

Bandera histórica de Occitania, utilizada extraoficialmente en muchos territorios occitanos.

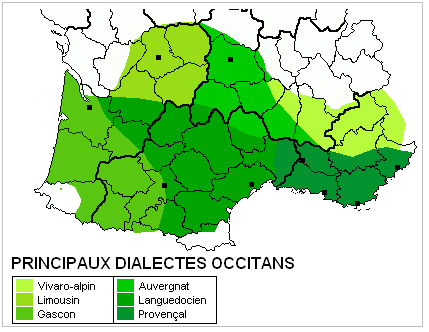
Los dialectos del idioma occitano.

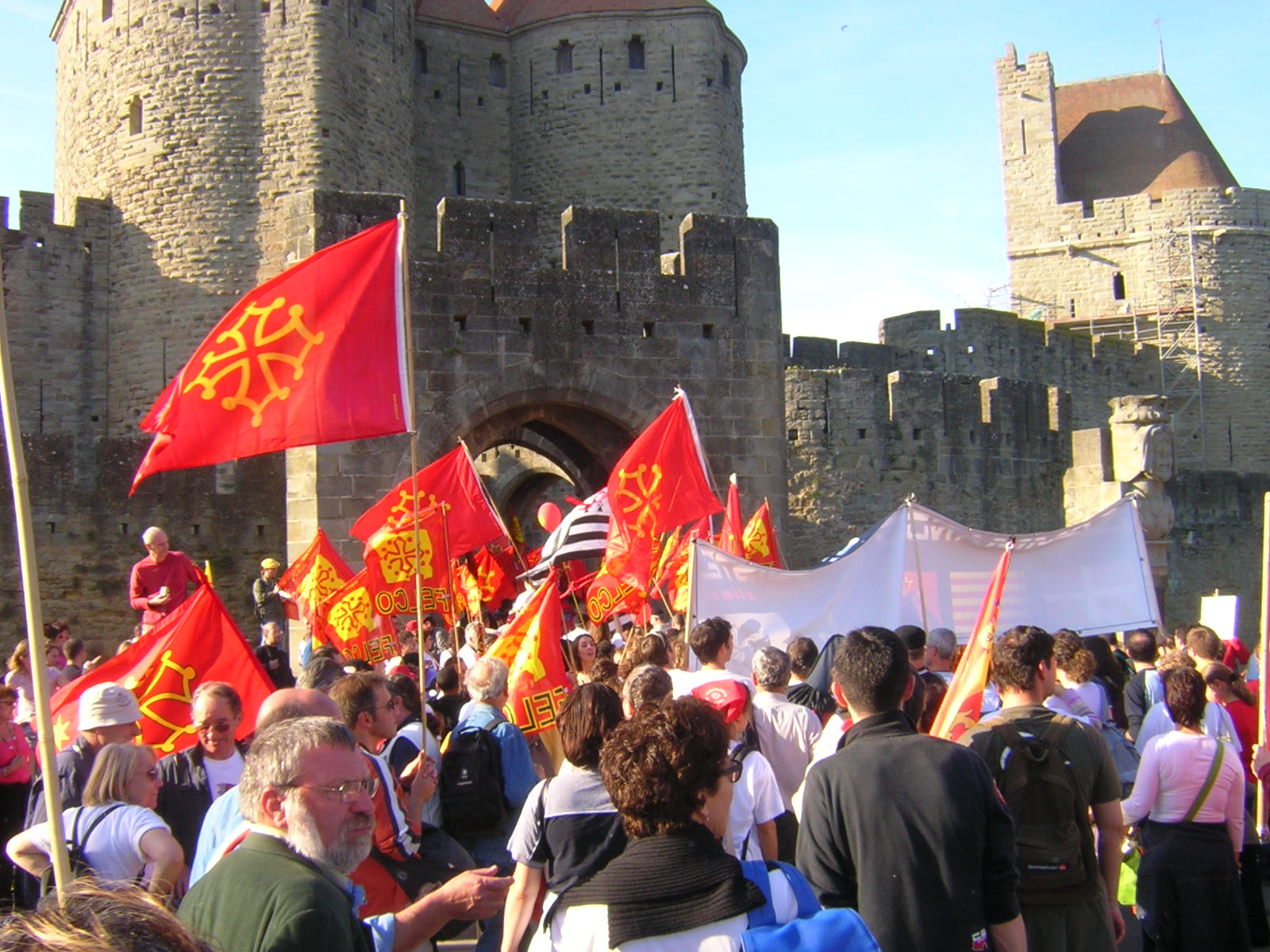
Manifestación occitanista en Carcasona en 2005.

En 1976 el IEO promovió la Federación de l'Ensenhament Occitan, que promovía la aplicación de la Ley Deixonne en toda Occitania, así como la revista Vivir en la escuela, para promover la enseñanza del idioma occitano en primaria. Hasta entonces, sólo se enseñaba tres horas semanales facultativas (merced al decreto de 7 de septiembre de 1971), y en bachillerato, la lengua y la cultura eran optativas. En 1978 se presentarían un total de 15.000 alumnos a las pruebas, y aumentarían a 16.500 en 1979. Aun así, los Congresos de Maestros celebrados en Narbona en 1978 y en Tula en 1980 denunciaron la mala disposición de las autoridades educativas sobre la materia.
En 1980 aparecieron las primeras calandretas, escuelas maternales con la enseñanza totalmente en occitano. Las primeras funcionarían en Besiers, Pau y Toulouse, con un centenar de alumnos. En 1992 ya había 30 calandretas en toda Occitania, con 1.500 alumnos. En 1993 firmarían un acuerdo con el ministro francés de educación, el gascón François Bayrou, quien hizo un discurso en occitano en Pau donde afirmaría que "se ha acabado el tiempo de la vergüenza".
Este hecho que daría pie a la celebración en octubre de 1994 del VIII Coloquio de las Federaciones de Lenguas Regionales en la Enseñanza Pública, convocada por Bayrou y por la Federacion d'Ensenhants de Lenga e Cultura de oc (con 250 asistentes), y que dieron pie a un Protocolo firmado por Bayrou y el presidente Lionel Jospin (lenguadociano) en que el gobierno francés asumía el 50 % de los gastos de las calandretas; el 27 de noviembre de 1998 la ministra de cultura, la alsaciana Catherine Trautmann visitó Ortès y prometió más ayudas a los educadores y creadores en la edición de libros y discos, y que la Délegation Générale de la Langue Française también promocionaría las otras lenguas de Francia. Esto les permitiría abrir la primera escuela para niños mayores de 11 años, así como una escuela de formación de maestros en Besiers. Pero se quejaron de que el Estado tardó en pagar.
Por otro lado, en 1982 se abrieron las primeras escuelas bilingües experimentales, que se desarrollaron a partir de 1990, con unos mil alumnos. También había colegios que cogían alumnos procedentes de las escuelas bilingües, pero solo con cinco horas semanales en occitano (lengua, historia y geografía); en el resto de escuelas, pero, sólo hay una o dos horas a la semana en occitano, y no en todas. En 1992 se creó el Sindicato Occitano de la Educación (SOE).
Durante los años 90 la posibilidad de un cierto apoyo institucional permitió la creación del Centro Internacional de Documentación Occitana (CIDO) en Besiers, del Conservatòri Occitan de Tolosa, del Centro cultural de la Abadía de Flavian (Gascuña), de la figura del encargado de misión para la lengua y cultura occitanas, del Gropament Independiente por un Diccionario Informatizado de la Lenga Occitana (GIDILOC), la celebración en 1990 en Albi del Coloquio de Identidad cultural y Dinamismo Económico, y de los Centres Regionals d'Ensenhament Occitan (CREO) al margen del sistema público, para patrocinar las calandretas. 
El pistoletazo de salida lo daría el Consejo Regional de Languedoc-Rosellón en 1985, cuando fue el primero al abrir una línea presupuestaria dedicada específicamente a fomentar el occitano y el catalán. También en 1991 harían la primera encuesta sobre la situación real de la lengua occitana, donde mostraba que se encontraba en grave peligro pero que todavía no estaba muerta. Este presupuesto llegaría a 9 millones de francos en 1999 (230 millones de pesetas) y a 6 millones en Mediodía-Pirineo (153 millones de pesetas).
En abril de 1997 el Colectivo Auvernha-Velay-Borbonés convocó una manifestación en Clermont-Ferrand de Auvernia para pedir más presencia de la lengua occitana en la televisión bajo el lema Por el occitano en la televisión. En 1999 nace TV-GANSO, asociación para estudiar la viabilidad de una emisora de televisión que emita en occitano. También se produce un cierto interés para despertar las relaciones catalano-occitanas. Además del CAOC, en 1994 se crea la Fundación Occitano-catalana, y ambos planean en enero de 2000 el Primer Congreso Occitano-catalán.